# Lai
Lai (i Tyskland tidigare kallad Leich, en benämning som även förekommit i Sverige) är en fransk litterär genre som utvecklades ur riddarromanen. Lain är en kortare versberättelse. En av de mest kända är De bägge älskande av författaren Marie de France som levde mot slutet av 1100-talet. Genren nådde sin höjdpunkt och slutfas under 1300-talet, med poeten och kompositören Guillaume de Machaut. Ordet är av germanskt ursprung och besläktat med svenskans lek (jämför lekare).

## Historik
Lai (troligen av keltiskan laid, ljud, ton, sång) betecknar två olika arter av fornfransk diktning, lais lyriques och lais narratifs. Den förra utgörs av rent lyriska dikter av ursprungligen oregelbunden strofform, som står nära den provensalska discorts. Innehållet utgörs vanligen av en hyllning till en kvinna, vars skönhet och behag prisas. Under 1400-talet kom namnet att beteckna en av den lyriska konstpoesiens mest invecklade arter. Långt intressantare är den senare arten, lais narratifs, vilka utgörs av berättande dikter av begränsat omfång, bestående av parvis rimmade, vanligen åttastaviga verser. I motsats till fablernas komiska och realistiska framställning är innehållet i dessa lais sentimentalt och fantastiskt. Lais narratifs är i korthet sagt medeltidens fesagor. Uppslaget till dessa dikter anses ha kommit från den keltiska befolkningen i Bretagne, vilken till sin luta besjöng liknande motiv, fast i en mer lyrisk form. Fransmännen behandlade emellertid i samma anda även andra motiv än keltiska, till exempel antika, österländska och rent franska motiv. Många forskare anser, att dessa lais legat till grund för de Bretonska romanerna, vilka skulle uppkommit därigenom, att flera lais lagts ihop med varandra till en större dikt. På fornfranskt område finns ett tjugotal dylika lais bevarade. Dessa dikter utmärker sig i allmänhet genom stor poetisk skönhet, var mycket populära och översattes till andra språk; de mest betydande av dessa är den samling, som i mitten av 1200-talet översattes till norska (Strengleikar eða Lieðabok). Genom denna och liknande översättningar uppgår de till innehållet kända lais narratifs till ett fyrtiotal.